# Cheval en Côte d'Ivoire
La présence du cheval en Côte d'Ivoire est récente, l'équitation y restant un sport marginal, non-traditionnel, et inaccessible à la grande majorité de la population. Le pays tente de développer son secteur de sports hippiques, et a remporté quelques victoires en sport équestre.

## Histoire

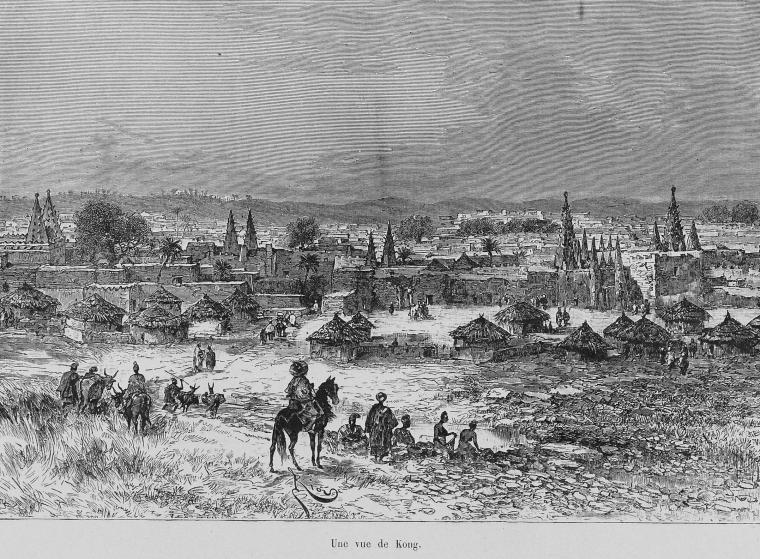
Vue de Kong en 1892.

La Côte d'Ivoire n'a pas de tradition équestre, la pratique de l'équitation y étant récente,. Néanmoins, François Amichia, ministre des Sports et des Loisirs, a annoncé en 2017 vouloir « faire la promotion de l'équitation ».

## Pratiques
Les sports équestres et hippiques sont gérés par la Fédération ivoirienne de sports équestres (FISE), présidée par Ismaël Doukouré, puis par Stéphane Ougnin, et qui compte 750 licenciés en 2017,. Cette fédération ivoirienne n'est pas reconnue par la Fédération équestre internationale.
Le pays compte quelques centres équestres (dont deux à Abidjan), souvent réservés à une élite fortunée, l'équitation ne figurant pas parmi les sports importants de la Côte d'Ivoire. Le matériel équestre est importé. L'équipe de Côte d'Ivoire a remporté la Coupe du monde des clubs en saut d'obstacles en 2014, et a décroché un bon classement en 2017. 
Un premier Grand Prix de sport hippique affilié à la Communauté économique des États de l'Afrique de l'Ouest (CÉDÉO) a été couru sur le stade municipal de Grand-Bassam, près d'Abidjan, le 28 mai 2017, attirant 48 cavaliers venus de 4 pays,.
Le pays s'est doté d'une police montée en avril 2018, associée à des chevaux espagnols toisant entre 1,60 m et 1,75 m. Les cavaliers se sont entraînés au centre équestre « Les crinières d'ivoire », près d'Abidjan.
Les paris hippiques en bar PMU existent en Côte d'Ivoire, mais ne sont pas populaires ni répandus. La construction d'un hippodrome est prévue à Grand-Bassam.

## Élevage
La base de données DAD-IS ne cite aucune race de chevaux élevée en Côte d'Ivoire.
Les centres équestres locaux disposent d'une cavalerie mêlant chevaux africains et européens, de races Arabe, Pure race espagnole, Pur-sang, Selle français, Trotteur français, Appaloosa, Shetland et Falabella.